# Michael Berger (Offizier)

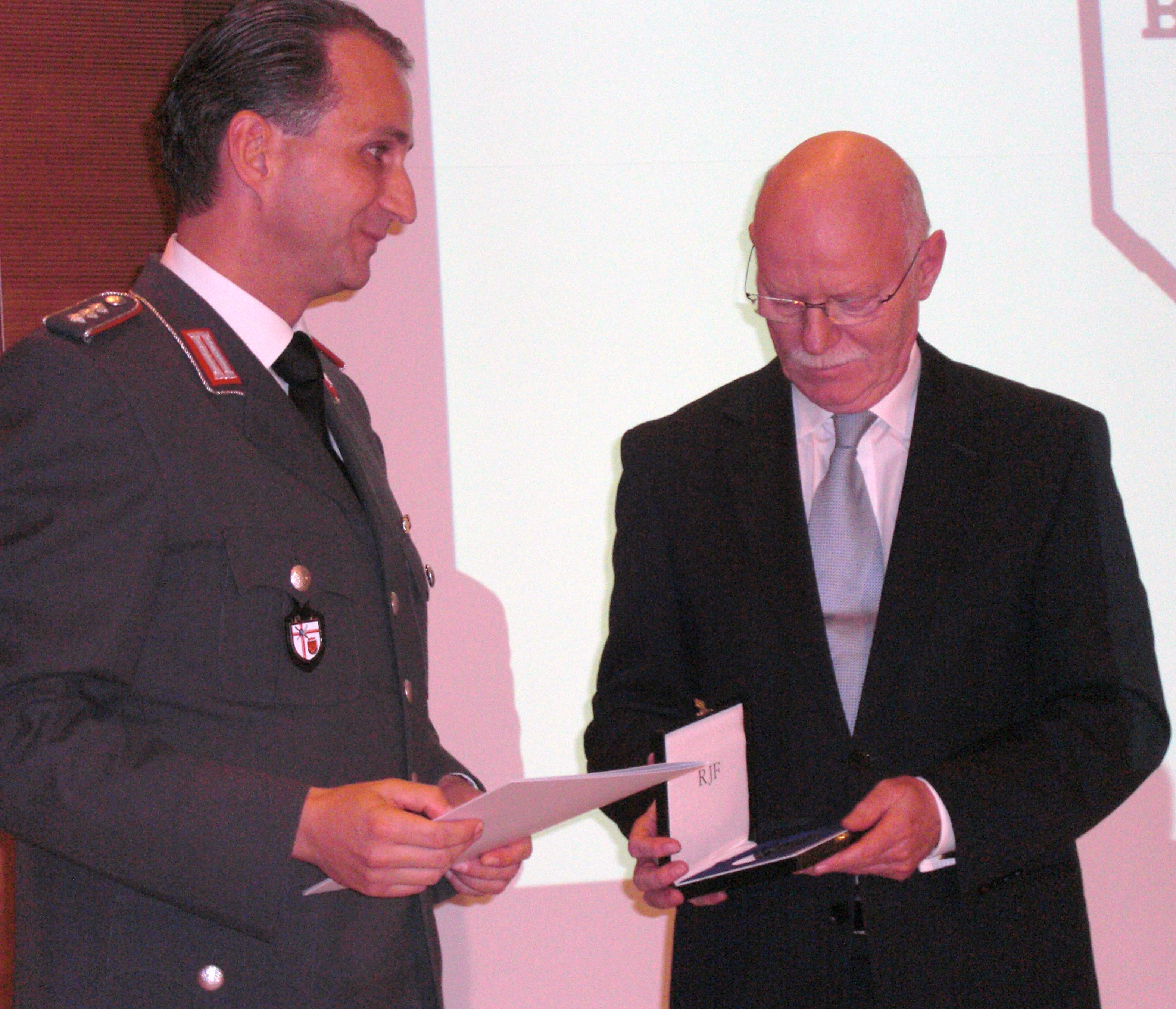
Michael Berger (links) und Peter Struck anlässlich der Verleihung der Bernhard-Weiß-Medaille (2012)

Michael Thomas Berger, genannt Mischa (* 1964 in Stuttgart) ist ein deutscher Offizier (Hauptmann) der Bundeswehr und Militärhistoriker am Zentrum für Militärgeschichte und Sozialwissenschaften der Bundeswehr. Er war 2006 Gründungsmitglied und bis 2019 Vorsitzender des Bundes jüdischer Soldaten in der Bundeswehr.

## Leben
Berger studierte nach dem Abitur Geschichte an der Universität Stuttgart und der Ruprecht-Karls-Universität Heidelberg sowie Musikgeschichte an der Universität Wien. 1988 trat er in das Gebirgsartilleriebataillon 81 in Kempten (Allgäu) der Bundeswehr ein. Von 1997 bis 2000 durchlief er die Ausbildung zum Offizier des militärfachlichen Dienstes (OffzMilFD). Von 2000 bis 2002 wurde er beim Transportbataillon 143 in Strausberg verwendet und diente von 2002 bis 2006 im Stab des Standortkommandos Berlin (StOKdo Berlin). Seit 2006 ist er Historikeroffizier und wissenschaftlicher Mitarbeiter am Militärgeschichtlichen Forschungsamt (MGFA) in Potsdam, das seit 2013 unter dem Namen Zentrum für Militärgeschichte und Sozialwissenschaften der Bundeswehr (ZMSBw) firmiert. Dort ist er in der Abteilung AIF I tätig. Derzeit bekleidet der Berufsoffizier den Dienstgrad eines Hauptmanns des Heeres.
Berger ist Vorsitzender des 2006 gegründeten Bundes jüdischer Soldaten (RjF). Damit vertritt er über 200 jüdische Soldaten innerhalb der Bundeswehr. Er ist Herausgeber und Chefredakteur der Verbandszeitschrift Der Schild. Berger veröffentlichte als Autor und Mitherausgeber mehrere Bücher zur Geschichte deutscher jüdischer Soldaten und verfasste Aufsätze in Zeitschriften.
Berger ist verheiratet und lebt in Berlin. Er ist Mitglied der Jüdischen Gemeinde zu Berlin.

## Rezeption
Seine 2010 im Trafo Verlag erschienene Monografie Eisernes Kreuz, Doppeladler, Davidstern wurde überwiegend positiv aufgenommen. So rezensierte der Publizist Israel Schwierz in den Israel Nachrichten: „Hauptmann Berger ist es durch die Herausgabe dieser einzigartigen und äußerst empfehlenswerten Dokumentation aber besonders gelungen, dem ehrenden und bleibenden Andenken an die jüdischen Soldaten – und ganz besonders an die Gefallenen – ein bleibendes Denkmal zu schaffen. Dafür gebührt ihm höchste Anerkennung und tiefster Dank aller, denen der ehrliche Umgang mit der Geschichte der jüdischen Soldaten in Deutschland und in Österreich ein Herzensanliegen ist.“ Der Kulturwissenschaftler Gotthard B. Schicker meinte in der ungarischen Tageszeitung Pester Lloyd:  „Insgesamt […] ein sehr empfehlenswertes Geschichtsbuch über ein relativ unbekanntes Kapitel europäischer Militärgeschichte, das geeignet sein dürfte, auch im heutigen Ungarn so manche Gedächtnislücke auszufüllen.“ 2023 veröffentlichte Berger nach Jahrzehntelangen Recherchen das erste Werk über Kantoren und Jüdische Opernsänger "Vergessene Stimmen  Chasanut und Belcanto – Jüdische Kantoren und Opernsänger". Vergessene Stimmen wurde in der Opernwelt , Ausgabe September/Oktober 2023, als Buch des Monats vorgestellt.
Seine Werke, auch die gemeinsam mit Gideon Römer-Hillebrecht herausgegebenen Sammelbände, wurden darüber hinaus u. a. bei haGalil, H-Soz-u-Kult, Informationsmittel für Bibliotheken, Neues Deutschland, Perspectivia.net und Sehepunkte besprochen.

## Schriften (Auswahl)

### Monografien
- Eisernes Kreuz und Davidstern. Die Geschichte jüdischer Soldaten in deutschen Armeen. trafo, Berlin 2006, ISBN 3-89626-476-1.
- Eisernes Kreuz – Doppeladler – Davidstern. Juden in deutschen und österreichisch-ungarischen Armeen. Der Militärdienst jüdischer Soldaten durch zwei Jahrhunderte. trafo, Berlin 2010, ISBN 978-3-89626-962-1.
- Für Kaiser, Reich und Vaterland. Jüdische Soldaten. Eine Geschichte vom 19. Jahrhundert bis heute. Orell Füssli Verlag, Zürich 2015, ISBN 978-3-280-05585-4.
- Sei stark und tapfer!. Juden in deutschen und österreichisch-ungarischen Armeen im Ersten Weltkrieg. Jüdische Frontkämpferbünde in der Weimarer und der Republik Deutschösterreich (= Reihe Geschichtswissenschaft. Band 29). Tectum Verlag, Marburg 2016, ISBN 978-3-8288-3725-6.
- Vergessene Stimmen Chasanut und Belcanto – Jüdische Kantoren und Opernsänger. Tectum Verlag Baden-Baden 2023, ISBN 978 - 3 - 8288 - 4855 - 9.

### Herausgeberschaften
- Mit Gideon Römer-Hillebrecht: Juden und Militär in Deutschland. Zwischen Integration, Assimilation, Ausgrenzung und Vernichtung (= Forum innere Führung 31). Nomos, Baden-Baden 2009, ISBN 978-3-8329-4471-1.
- Mit Gideon Römer-Hillebrecht: Jüdische Soldaten – jüdischer Widerstand. In Deutschland und Frankreich. Schöningh, Paderborn u. a. 2012, ISBN 978-3-506-77177-3.

### Beiträge in Sammelbänden
- Der Fall Dreyfus. Frankreichs Armee und der neue Antisemitismus. In: Elke-Vera Kotowski, Julius H. Schoeps (Hrsg.): J’accuse …! … ich klage an! Zur Affäre Dreyfus. Eine Dokumentation. Begleitkatalog zur Wanderausstellung in Deutschland Mai bis November 2005. Im Auftrag des Moses Mendelssohn Zentrums für europäisch-jüdische Studien. Verlag für Berlin-Brandenburg, Potsdam 2005, ISBN 3-935035-76-4, S. 47–58.
- „Deutschland, mein Vaterland!?“ Die Rolle von Minderheiten in der Armee am Beispiel des Militärdienstes der jüdischen Bevölkerung in Preußen. In: Karl-Heinz Lutz, Martin Rink, Marcus von Salisch (Hrsg.): Reform, Reorganisation, Transformation. Zum Wandel in den deutschen Streitkräften von den preußischen Heeresreformen bis zur Transformation der Bundeswehr. Im Auftrag des Militärgeschichtlichen Forschungsamtes, Oldenbourg, München 2010, ISBN 978-3-486-59714-1, S. 485–504.
- Mit Gideon Römer-Hillebrecht: Der Wehrdienst jüdischer Soldaten. In: Andreas Ahammer, Stephan Nachtigall (Hrsg.): Wehrpflicht – legitimes Kind der Demokratie (= Wissenschaft & Sicherheit. Band 7). Berliner Wissenschafts-Verlag, Berlin 2010, ISBN 978-3-8305-1820-4, S. 117–145.